# 丸森城
丸森城（まるもりじょう）は、宮城県伊具郡丸森町渕ノ上（陸奥国伊具郡）にあった日本の城。現地の案内板などでは「丸山城」として紹介されているが、仙台藩の公式記録である『性山公治家記録』には「丸森城」とある。城は阿武隈川南岸の渕ノ上に在し、阿武隈川支流の五福谷川が城の西側を回り込む。

## 沿革
天文17年（1548年）、嫡男・伊達晴宗との天文の乱に敗れた伊達稙宗は、晴宗に家督を譲って隠居することになった。この時隠居領として伊具郡東南部と宇多郡北部が宛われることになり、稙宗は丸森に隠居城を構えた。
ところが、永禄8年（1565年）に稙宗が死去すると、天文の乱で稙宗方の主力を担い、また隠居後も稙宗の世話をしていた相馬氏が稙宗隠居領の領有権を主張して伊具・宇多両郡に進駐し、丸森城も相馬氏に接収され、元亀元年（1570年）には家臣の門間大和を城主として配置した。これに対して伊達氏側も稙宗の孫・伊達輝宗がただちに稙宗隠居領の奪還に乗り出したが、相馬勢の堅い守りに阻まれて果たせず、以後丸森城をめぐる相馬・伊達間の合戦が幾度となく繰り広げられたが、天正11年（1583年）5月17日、輝宗はついに丸森城を攻め落とす。
政宗の代に入り、天正14年(1586年)9年25日、黒木宗俊を城主とした。
天正17年（1589年）5月19日に伊達政宗が、相馬の地宇多郡駒ヶ嶺城を攻略すると、同月25日、黒木宗俊は駒ヶ嶺城を賜る。代わって丸森城を高野親兼が賜り、城主となった。
慶長3年（1598年）に親兼が病没すると、子の光兼は年少のため要衝の丸森を任せるのは不安であるとして、高野氏は刈田郡平沢城に移され、丸森城には大條実頼が入った。しかし、慶長6年（1601年）、実頼は新たに鳥屋館を築いて移ったため、丸森城は廃城となった。
現在は本丸跡に愛宕神社と、伊達稙宗の墓碑が建立されている。